# Cercopithecus roloway
Il cercopiteco roloway (Cercopithecus roloway) è un primate della famiglia delle Cercopithecidae.

## Descrizione
È molto simile al cercopiteco diana, del quale era stato considerato una sottospecie. La lunghezza del corpo può variare tra 40 e 55 cm, il peso è tra 4 e 7 kg. 
Il colore del corpo è prevalentemente nero, ma una vasta zona bianca comprende la parte laterale e inferiore del muso, il petto e il lato anteriore degli arti anteriori. Differisce dal cercopiteco diana soprattutto per la maggiore lunghezza della barba bianca.

## Distribuzione e habitat
La specie è presente in una piccola zona della Costa d'Avorio orientale e del Ghana.

## Biologia
Conduce vita arboricola ed ha attività diurna. Vive in gruppi territoriali, formati da un maschio adulto, diverse femmine e piccoli, per un totale da 15 a 30 individui.
Si nutre soprattutto di frutta, semi, altri vegetali e insetti.

## Conservazione
Il cercopiteco roloway è tra i primati a maggior rischio di estinzione. Non si sa la consistenza attuale della popolazione, ma certamente è diminuita drasticamente nelle ultime tre generazioni e la specie è oggi molto rara. La IUCN la considera a rischio critico di estinzione nel futuro imminente.